# Cmentarz żydowski w Oleszycach
Cmentarz żydowski w Oleszycach – został założony w II połowie XVIII wieku i zajmuje powierzchnię 0,8 ha, na której zachowało się około stu nagrobków, spośród których najstarszy pochodzi z 1797 roku (według innych źródeł z lat 1763–1767). Inskrypcje są w języku hebrajskim. Teren nekropolii jest ogrodzony metalowym płotem.
Na cmentarzu znajduje się zbiorowa mogiła, a na niej pomnik upamiętniający 115 Żydów – uciekinierów z lubaczowskiego getta, którzy zostali schwytani przez Niemców i zabici na oleszyckim kirkucie.